# 布瓦德拉皮埃尔
布瓦德拉皮埃尔（法語：Bois-de-la-Pierre，法語發音：[bwa də la pjɛʁ]）是法国上加龙省的一个市镇，属于米雷区。

## 地理
布瓦德拉皮埃尔（43°20'38"N, 1°9'3"E）面积7.42 平方千米，位于法国奧克西塔尼大區上加龙省，该省份为法国西南部内陆省份，西南端与西班牙接壤，自此顺时针与上比利牛斯省、热尔省、塔恩-加龙省、塔恩省、奥德省和阿列日省接壤。
与布瓦德拉皮埃尔接壤的市镇（或旧市镇、城区）包括：贝拉、格拉唐斯、克莱蒙堡、隆加日、佩西。

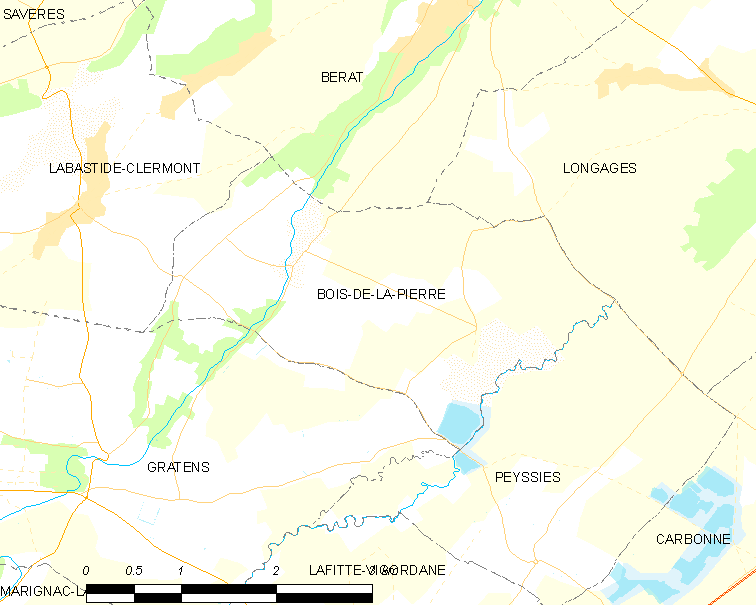
布瓦德拉皮埃尔的OSM定位图

布瓦德拉皮埃尔的时区为UTC+01:00、UTC+02:00（夏令时）。

## 行政
布瓦德拉皮埃尔的邮政编码为31390，INSEE市镇编码为31071。

## 政治
布瓦德拉皮埃尔所属的省级选区为欧特里沃县。

## 人口

1962-2008年间布瓦德拉皮埃尔人口变化图示

布瓦德拉皮埃尔于2022年1月1日时的人口数量为459人。